# Llac Nettilling
El llac Nettilling [nech'iling] és un llac d'aigua dolça que es troba al sud de l'illa de Baffin, a la regió Qikiqtaaluk, al territori de Nunavut, Canadà. El llac es troba a la Gran Plana de Koukdjuak, 280 km al nord-oest d'Iqaluit i té una llargada d'uns 123 km. El cercle polar àrtic creua el llac. El nom del llac és d'origen inuktitut, derivat del nom que té la foca anellada (netsilak). Franz Boas explorà la riba sud el 1883.

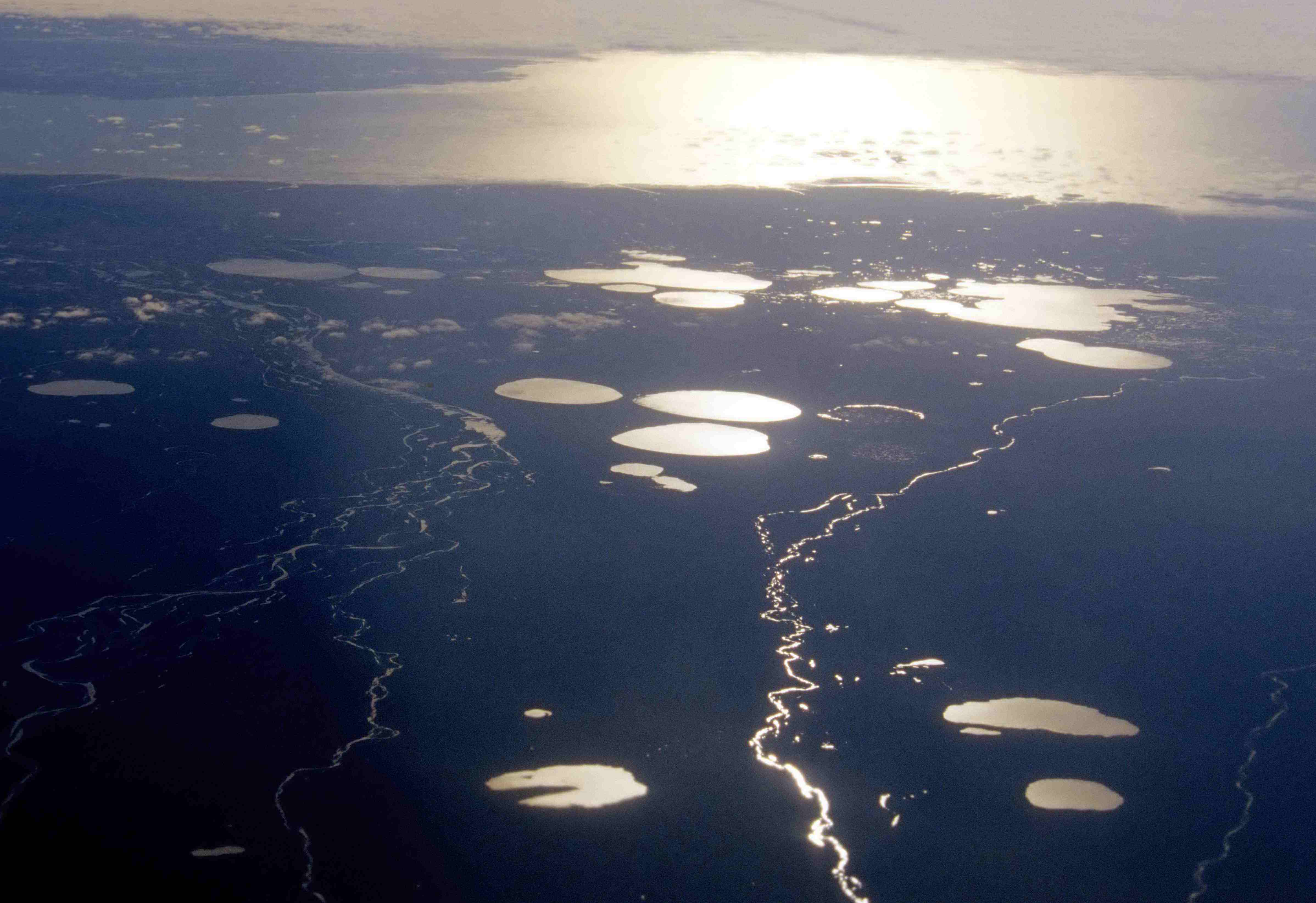
Gran Plana de Koukdjuak i llac Nettilling (2002).

Amb 5.066 km² és el llac més gran de Nunavut i l'onzè del Canadà. S'alimenta del segon llac més gran de l'illa de Baffin, el llac Amadjuak, així com d'altres llacs i torrents menors. Desguassa cap a l'oest pel riu Koukdjuak a la conca de Foxe. La meitat est del llac posseeix nombrosos illots, mentre la part oest és més profunda i mancada d'illes. El llac es manté congelat bona part de l'any. La foca anellada viu al llac, però tan sols s'hi ha trobat tres espècies de peixos: la truita alpina i dues espècies de gasterosteids. La tundra que envolta el llac és un important lloc de cria i alimentació del caribú.